# Sigmodon
Sigmodon és un gènere de rosegadors de la família dels cricètids. Es tracta de ratolins del Nou Món força grossos. Tenen una llargada de cap a gropa de 13–20 cm, la cua de 8–14 cm i un pes de 70–210 g. Tenen les orelles petites. La seva distribució s'estén des del sud dels Estats Units fins al nord de Sud-amèrica, passant per Centreamèrica. El nom genèric Sigmodon significa ‘dent sigma’ i es refereix a la forma del patró de l'esmalt de les dents molars d'aquests animals.